# Vittorio Catani
Vittorio Catani (1940. július 17. – Bari, 2020. november 23.) olasz sci-fi-szerző.

## Életpályája
Nyugdíjba vonulása előtt bankhivatalnokként dolgozott. 1962-ben írta első elbeszéléseit a sci-fi és fantasy témakörben. Számos nyelvre lefordították műveit.

## Munkássága
Magyarul több novellája is megjelent (Csillagok cigánylánya antológia, Galaktika). Első regénye, a Gli universi di Moras Urania-díjat nyert. Rendszeresen ír esszéket és cikkeket különböző lapokba.